# Peter Sellers
Peter Sellers, właśc. Richard Henry Sellers (ur. 8 września 1925 w Southsea, zm. 24 lipca 1980 w Londynie) – brytyjski aktor filmowy i reżyser, znany głównie z ról komediowych.

## Życiorys
Urodził się 8 września 1925 w Southsea w Wielkiej Brytanii, w rodzinie aktorów wodewilowych. Jego ojciec Bill Sellers był protestantem, matka Agnes Doren Marks była żydówką, której rodzina przywędrowała do Anglii z Portugalii. Dzieciństwo spędził wędrując z rodzicami, na scenie debiutował w wieku 2 tygodni. W czasie II wojny światowej, mając 18 lat, został wcielony do RAF, gdzie od 1943 do 1946 występował jako członek trupy grającej dla lotników. Był wegetarianinem.
W kraju stał się znany dzięki udziałowi w programach satyrycznych BBC. W filmie zadebiutował w wieku 26 lat. Początkowo grał małe, choć ważne role. Przełomem dla jego kariery stał się film I’m All Right Jack (1959), co zagwarantowało mu międzynarodowe uznanie jako aktorowi komediowemu.
W 1965 wystąpił w debiutanckim filmie Woody’ego Allena Co słychać, koteczku?. Dwa lata wcześniej zadebiutował w roli głównej inspektora Clouseau w pierwszym filmie z serii o Różowej Panterze, który zyskał mu szerokie uznanie publiczności, a następnie w kolejnych filmach serii.
W 1972 przystąpił do prac nad ekranizacją książki Jerzego Kosińskiego Wystarczy być (Being There), którą zrealizował po 7 latach. Za rolę w tym filmie otrzymał Złoty Glob i był nominowany do Oscara.
Stał się znany ze swej umiejętności wcielania się w różnorodne postacie niemal w tym samym czasie. W kilku filmach (m.in. Mysz, która ryknęła) występował w kilku rolach jednocześnie. Najbardziej znany z nich to Doktor Strangelove, czyli jak przestałem się martwić i pokochałem bombę Stanleya Kubricka, gdzie wcielił się w role prezydenta USA Merkina Muffleya, doktora Strangelove i kapitana RAF Lionela Mandrake. Nieznane szerzej pozostają jego osiągnięcia
w dubbingu. W filmie Malaga podłożył głos pod 14 postaci, zarówno męskich, jak i damskich, z których 11 prowadziło ze sobą dialog.
Zmarł na atak serca 24 lipca 1980.
W 2004 powstał film biograficzny Życie i śmierć Petera Sellersa, w którym w postać aktora wcielił się Geoffrey Rush.

## Filmografia
- 1951:
  - Let’s Go Crazy jako Groucho / Giuseppe / Cedric / Izzy / Gozzunk / Crystal Jollibottom
  - Penny Points To Paradise jako The Major/Arnold Fringe
- 1952: Down Among The Z Man jako Major Bloodnok
- 1955: Jak zabić starszą panią (The Lady Killers) jako Harry
- 1958: Tomcio Paluch (Tom Thumb) jako Tony
- 1959:
  - I’m All Right Jack jako Fred Kite/Sir John Kennaway
  - Mysz, która ryknęła (The Mouse That Roared) jako Tully Bascombe / Wielka księżna Gloriana XII / premier hr. Mountjoy
- 1962:
  - The Dock Brief jako Wilfred Morgenhall, prawnik/lekarz
  - Lolita jako Clare Quilty
  - Tylko dwóch może grać (Only Two Can Play) jako John Lewis
  - Walc torreadorów jako emerytowany generał Leo Fitzjohn
- 1963: Różowa Pantera (The Pink Panther) jako Inspektor Jacques Clouseau
- 1964:
  - Doktor Strangelove, czyli jak przestałem się martwić i pokochałem bombę (Dr. Strangelove or: How I Learned to Stop Worrying and Love the Bomb) jako kpt. Lionel Mandrake / prez. Merkin Muffley / Dr Strangelove
  - Różowa Pantera: Strzał w ciemności (A Shot in the Dark) jako inspektor Jacques Clouseau
  - Świat Henry’ego Orienta (The World of Henry Orient) jako Henry Orient
- 1965: Co słychać, koteczku? (What’s New, Pussycat) jako dr Fritz Fassbender
- 1966:
  - Polowanie na lisa (After the Fox (Caccia alla volpe)) jako Aldo Vanucci/Federico Fabrizi
  - The Wrong Box jako dr. Pratt
- 1967:
  - Casino Royale jako Evelyn Tremble (James Bond-007)
  - Siedem razy kobieta (Woman Times Seven) jako Jean
  - Bobo
- 1968:
  - Kocham Cię, Alicjo B. Toklas (I Love You, Alice B. Toklas) jako Harold Fine
  - Przyjęcie (The Party) jako Hrundi V. Bakshi
- 1969: The Magic Christian jako Sir Guy Grand KG, KC, CBE oraz scenariusz
- 1970:
  - Dzień na plaży (A Day at the Beach) jako sprzedawca
  - Dziewczyna inna niż wszystkie (There’s a Girl in My Soup) jako Robert Danvers
- 1972:
  - Przygody Alicji w Krainie Czarów (Alice’s Adventures in Wonderland) jako Marcowy Zając
- 1974:
  - Z łóżka na wojnę (Soft Beds, Hard Battles) w 6 rolach (generał Latour, major Robinson, pan Schroeder, prezydent Francji, książę Kyoto, Adolf Hitler) oraz jako narrator
- 1975:
  - Powrót Różowej Pantery (The Return of the Pink Panther) jako inspektor Jacques Clouseau
- 1976:
  - Różowa Pantera kontratakuje (The Pink Panther Strikes Again) jako nadinspektor Jacques Clouseau
  - Zabity na śmierć (Murder by Death) jako Sidney Wang
- 1978: Zemsta Różowej Pantery (Revenge of the Pink Panther) jako nadinspektor Jacques Clouseau
- 1979: Wystarczy być (Being There) jako Chance
- 1980: Szatański plan doktora Fu Manchu (The Fiendish Plot of Dr. Fu Manchu) jako Nayland Smith / Fu Manchu oraz reżyseria
- 1982: Ślad Różowej Pantery (Trail of the Pink Panther) jako Jacques Clouseau[a]

## Życie prywatne
Był żonaty z Anną, z którą miał syna Michaela i córkę Sarah Jane. Jego druga córka, Victoria, została modelką, aktorką i projektantką biżuterii.

## Nagrody
- Złoty Glob 1980 Wystarczy być (Najlepszy aktor w komedii lub musicalu)